# Distrikt Jesús María

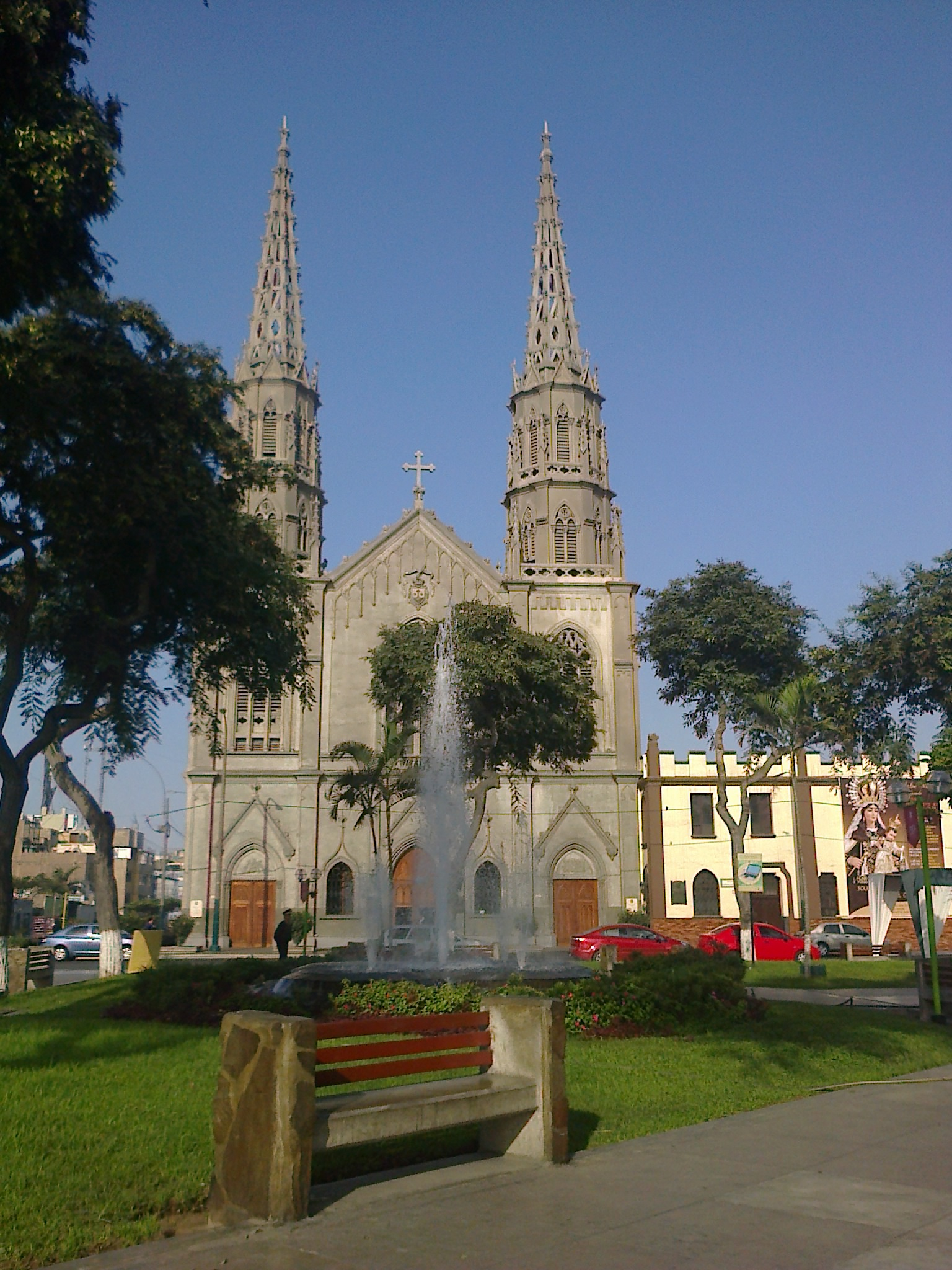
Iglesia San Jose

Der Distrikt Jesús María ist einer der 43 Stadtbezirke der Region Lima Metropolitana in Peru. Er besitzt eine Fläche von 4,57 km². Beim Zensus 2017 wurden 75.359 Einwohner gezählt. Im Jahr 1993 lag die Einwohnerzahl bei 65.557, im Jahr 2007 bei 66.171. Der Distrikt wurde am 17. Dezember 1963 gegründet.

## Geographische Lage
Der Distrikt Jesús María liegt 4 km südwestlich vom Stadtzentrum von Lima. Der Distrikt hat eine maximale Längsausdehnung in NO-SW-Richtung von 3,5 km sowie eine durchschnittliche Breite von 1,3 km. Der Distrikt grenzt im Westen an die Distrikte Pueblo Libre und Breña, im Norden und Nordosten an den Distrikt Lima (Cercado de Lima), im Südosten an die Distrikte Lince und San Isidro sowie im Südwesten an den Magdalena del Mar.